# Cosmos Chaos
Cosmos Chaos var et dansk tv-program, der blev vist i 2002 på TvDanmark. Programmet kørte kun i en enkelt sæson. 
Værten på programmet var den tidligere Big Brother 2 deltager, Brian "Cosmo" Eskildsen , der i hver udsendelse påstod han var danmarksmester i al sport, og derfor udfordrede de bedste indenfor hver sportsgren, bl.a. Asbjørn Riis i en wrestling dyst. Hver episode var samtidig komponeret med sjove klip fra udenlandske shows, reklamer og fraklip osv. 
| Fjernsyn | Spire Denne artikel om et tv-program er en spire som bør udbygges. Du er velkommen til at hjælpe Wikipedia ved at udvide den. |